# الكرادسة (سيدي العابد)
الكرادسة هي إحدى مشيخات المملكة المغربية، تتبع جغرافيا لإقليم تاونات وإداريًا لسيدي العابد. يقدر عدد سكانها بـ 5285 نسمة حسب الإحصاء الرسمي للسكان والسكنى لسنة 2004.